# Alberto Braglia
Alberto Braglia (Campogalliano, 23 de março de 1883 — Modena, 5 de fevereiro de 1954) foi um ginasta italiano que competiu em provas de ginástica artística.
Braglia treinou sozinho, no celeiro de sua casa, até os doze anos de idade. Em 1906, iniciou sua carreira no desporto e dois anos mais tarde, tornou-se campeão olímpico. Apesar dos problemas sofridos em sua vida pessoal e profissional, o ginasta recuperou-se a tempo de tornar-se bicampeão olímpico, em 1912.
Aposentado, o ex-atleta tornou-se um bem sucedido artista de circo. Vinte anos após sua aposentadoria, Alberto treinou a equipe italiana, vencedora dos Jogos de Los Angeles.

## Carreira
Desde menino, Alberto treinou por si, em casa, até completar doze anos e iniciar seus treinamentos para se tornar um atleta. Aos 23 anos, o ginasta disputou sua primeira competição, os Jogos Intercalados, em Atenas, no qual conquistou suas primeiras medalhas: duas de prata
Dois anos mais tarde, competiu nos Jogos de Londres. Nessa edição, houve duas disputas - equipes e concurso geral. Por equipes, a Itália encerrou em sexto lugar. Alberto, no entanto, entre os 97 participantes, terminou na primeira colocação. Após as Olimpíadas, Braglia considerou difícil viver do desporto e começou a performar como "O Torpedo humano". Devido a essas performances públicas, o ginasta fora expulso da Federação Nacional Italiana. Ao mesmo tempo, o atleta quebrou o ombro e algumas costelas, além de sofrer com uma depressão nervosa, decorrente da morte de seu filho de quatro anos de idade. Entretanto, conseguiu recuperar o ânimo e seu status a tempo de competir na edição olímpica seguinte. Nos Jogos Olímpicos de Estocolmo, Braglia, além de tornar-se o primeiro e ainda único bicampeão do individual geral, também tornou-se campeão por equipes, ao superar as outras nações do continente europeu. Vinte anos após sua aposentadoria do desporto, Braglia treinou a equipe italiana, vitoriosa nos Jogos de Los Angeles, nos Estados Unidos. No mês de fevereiro de 1954, em Modena, Alberto faleceu, ao setenta anos, de trombose, esquecido e quase na miséria, mal lembrando o campeão de tempos atrás.
Em Modena, no ano de 1936, fora construído um estádio de futebol. Em homenagem ao ginasta, este estádio recebeu o seu nome após a Segunda Guerra Mundial.

## Principais resultados
Devido a falta de competições a época, Alberto apenas participou de duas edições olímpicas e de uma edição intermediária aos Jogos. Suas conquistas totais foram cinco – três ouros e duas pratas, nesses três campeonatos. Individualmente, seus resultados de 1906 são desconhecidos, chamados apenas de eventos individuais 5 e eventos individuais 6.